# Guglielmo di Modena
Guglielmo di Modena, noto anche come Guglielmo di Sabina, Guglielmo di Chartreaux, Guglielmo di Savoia, Guillelmus (1184 circa – Lione, 31 marzo 1251), è stato un cardinale, vescovo cattolico e diplomatico italiano, vescovo di Modena dal 1221 al 1233 e creato cardinale-vescovo di Sabina il 28 maggio 1244.

## Biografia
Anche se non sono noti i genitori, Guglielmo nacque molto probabilmente in Piemonte nel 1184-1185; non hanno trovato riscontro le ipotesi di alcuni storici di una sua nascita in Savoia o in Francia.
La sua attività diplomatica fu frequente sotto i pontificati di Onorio III (1216-1227) e Gregorio IX (1227-1241), con missioni in Livonia negli anni 1220 (creando la diocesi di Ösel-Wiek parte della Confederazione della Livonia nel 1228), in Prussia negli anni 1240 (creazione delle diocesi di Culm, di Pomesania, di Varmia e di Sambia nel 1243), in Norvegia dove incoronò il re Haakon IV (1247) e in Svezia dove partecipò al sinodo di Skänninge nel 1248 (temi: organizzazione dei primi capitoli delle cattedrali, celibato dei preti).
Nei primi mesi del 1230 rientrò in Italia e si insediò nuovamente nella diocesi di Modena, esercitando il ministero episcopale fino a tutto il 1233. Nella sua funzione di vescovo il 24 maggio 1233, affiancato da numerosi prelati, dal Maestro generale dei Frati domenicani e dagli altri frati convenuti per il capitolo generale dell'Ordine, officiò a Bologna la cerimonia solenne della traslazione delle reliquie di Domenico di Guzmán, morto nel 1221. Il frate aveva stretto amichevoli rapporti di stima con Guglielmo durante gli anni del vicecancellierato presso la Curia romana, tanto che Guglielmo fu uno dei principali fautori della sua canonizzazione, proclamata da papa Gregorio IX poco più di un anno dopo.

## Genealogia episcopale
La genealogia episcopale è:
- Papa Gregorio IX
- Papa Onorio III
- Cardinale Guglielmo di Modena